# Governo Samarás
O Governo Samarás foi um governo de maioria formado a partir das Eleições legislativas na Grécia em junho de 2012. Integrava inicialmente os partidos Nova Democracia, PASOK e Esquerda Democrática.